# Barocameră
Barocamera, cheson sau cameră hiperbară este o incintă presurizabilă rezistentă la presiune utilizată pentru efectuarea tratamentelor diferitelor accidente de decompresie, pentru efectuarea decompresiei la suprafață a scafandrilor în activitățile de scufundare profesională, oxigenoterapie hiperbară, teste etc.

Barocamera a fost inventată de Alberto Gianni în anul 1916 și denumită "camera de dezazotare".
Funcție de numărul de compartimente (sas-uri) pe care le are, barocamera poate fi:
- monoloc
- multiloc.

## Barocameră monoloc

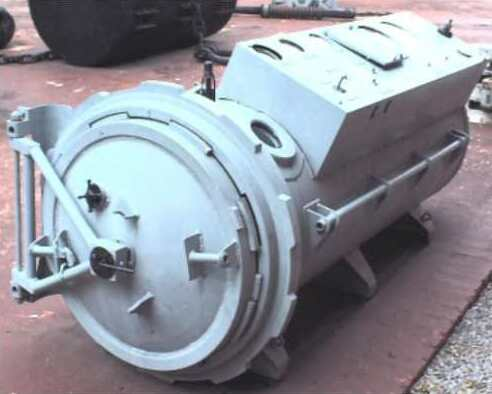
Barocameră monoloc mobilă

Barocamera monoloc este un recipient cilindric în care poate încăpea un singur om. 
Este utilizată în special pentru acordarea primului ajutor în cazul unui accident de decompresie, urmat de transportul la o barocameră multiloc, sau un centru hiperbar specializat (laborator hiperbar) pentru continuarea tratamentului.

### Elemente componente
Elementele componenete ale unei barocamere monoloc sunt:
- jupa de cuplare cu o barocameră multiloc
- tablou de măsură și control care conține: 
  - manometru
  - manodetentor
  - vană de alimentare și ventilație
  - debitmetru
- sas pentru medicamente
- hublouri
- sistem de comunicație radio
- poartă de acces tip baionetă cu deschidere spre interior
- supapă de siguranță
- instalație de respirat oxigen din mască oro-nazală și butelie cu oxigen încărcată la 200 bar (sc.man).
- deversor (permite ieșirea controlată a gazelor expirate; este compus din corp, membrană, pârghii și clapet)

### Date tehnice
- Lungime: 2200 mm
- Diametru: 
  - exterior: Ø 870 mm
  - interior: Ø 530...400 mm
- Volum interior: 0,350 m3
- Greutate: cca 100 kg fără ocupant
- Presiune de lucru: 5,5...8 bar (sc.man.)
- Sistem de alimentare din butelii încărcate cu aer la presiunea de 200 bar (sc.man)

## Barocameră multiloc

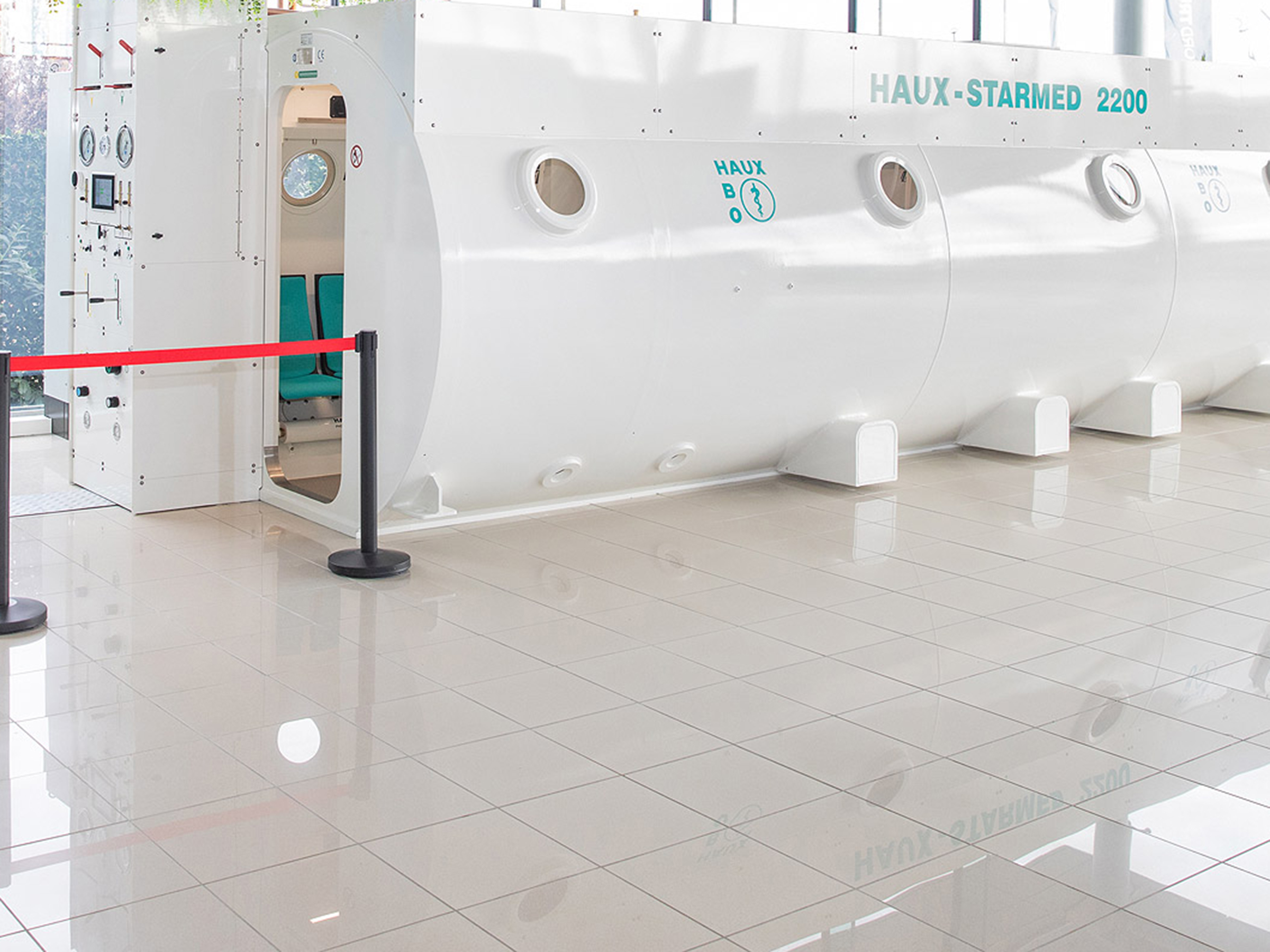
Exteriorul unei camere hiperbare multiloc, într-un centru de oxigenoterapie modern

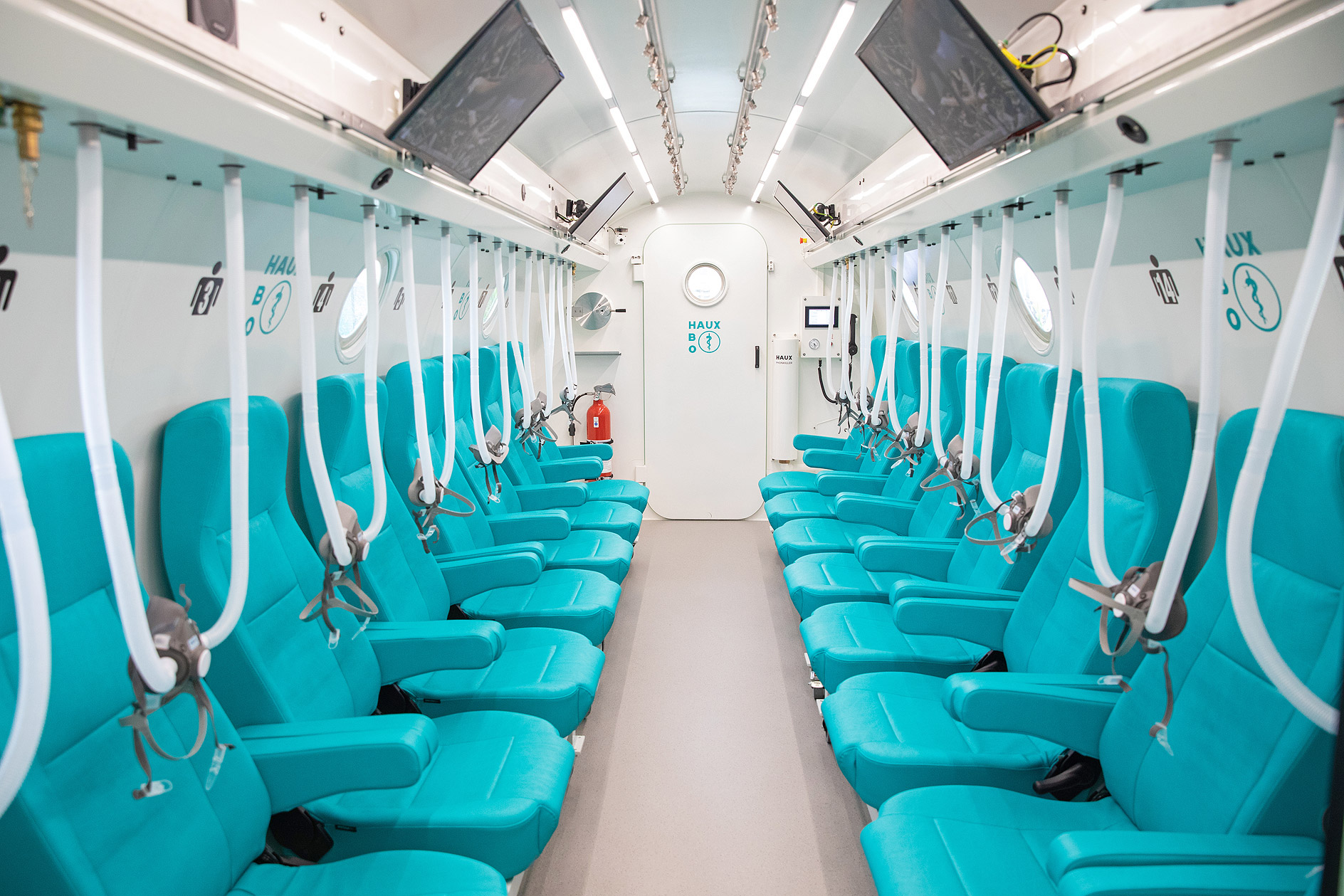
Interiorul unei camere hiperbare multiloc cu 16 locuri, într-un centru modern de oxigenoterapie hiperbară

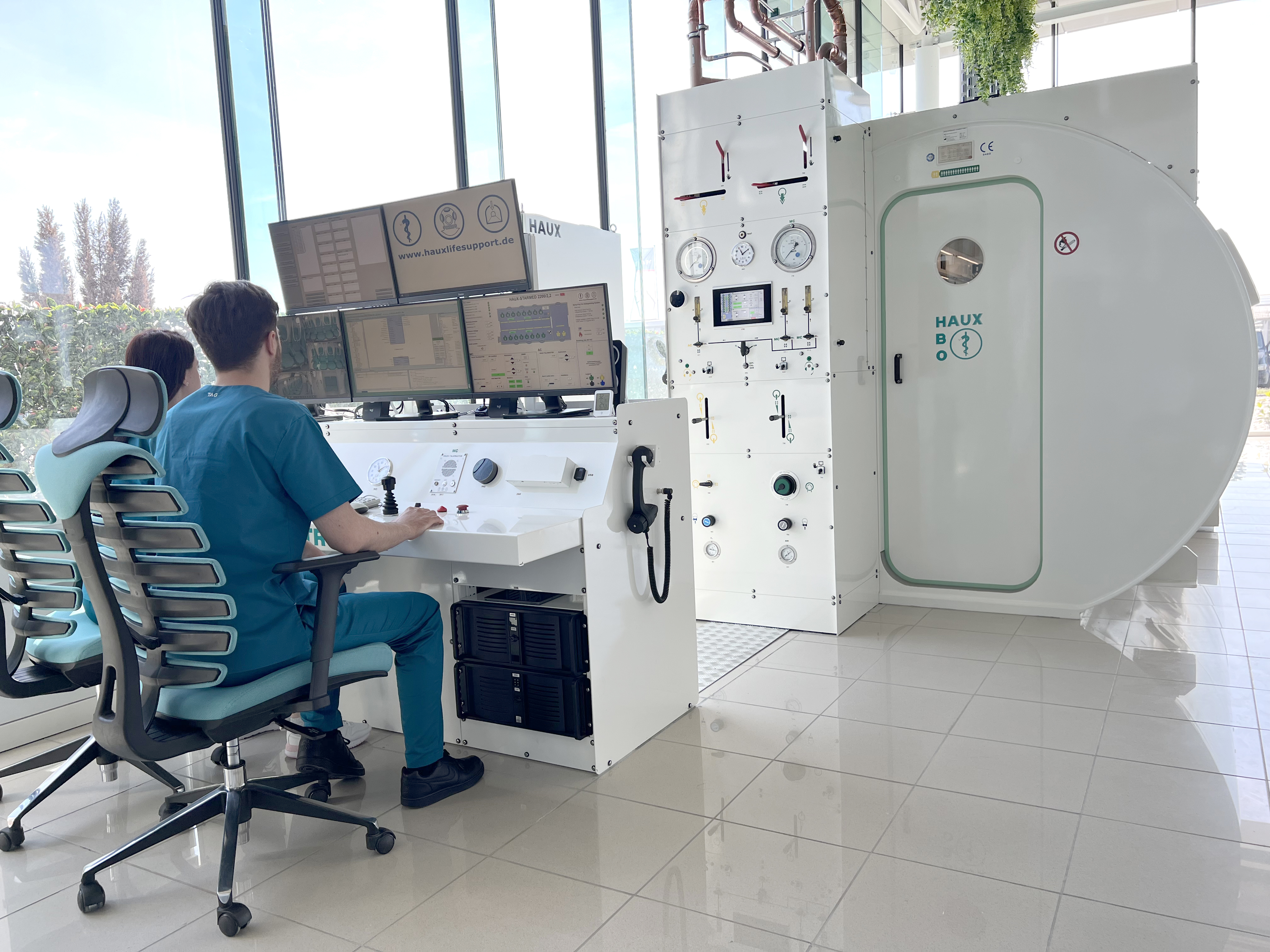
Pupitru de comandă și control automat, semi-automat și manual, cu monitorizare audio-video, sistem monitorizare medicală, într-un centru de oxigenoterapie hiperbară

Barocamerele multiloc sunt cele mai utilizate pentru efectuarea decompresiei la suprafață și a tratamentului, precum și pentru efectuarea de teste de aptitudini, de brevetare a viitorilor scafandri și antrenament al marinarilor de pe submarine.
Barocamerele multiloc pot fi amplasate în locație fixă la țărm în cadrul unui laborator hiperbar, sau la bordul unei nave-suport, barjă sau platformă marină.

### Elemente componente
- sas principal
- sas secundar cu instalații sanitare
- sas medical
- măști oro-nazale cu deversor
- analizor de oxigen și bioxid de carbon
- vane de alimentare și de evacuare
- supape de siguranță
- manometre de control al presiunii interne
- porți de acces tip baionetă cu deschidere spre interior
- jupă de cuplare cu barocameră monoloc
- hublouri
- instalație de iluminat de 24 V
- instalație de comunicații radio (decodor pentru scufundări cu amestec respirator Heliox)
- instalație de prevenire și stingere a incendiilor
- cușetă

Barocamerele multiloc cunoscute și existente în România sunt arătate în tabel.
| Tip barocameră | Nr. locuri | Volum sas secundar (m3) | Volum sas principal (m3) | Volum total (m3) | Presiune de lucru (bar) |
| -------------- | ---------- | ----------------------- | ------------------------ | ---------------- | ----------------------- |
| Ø 1200         | 2          | 0,9                     | 1,9                      | 2,8              | 8                       |
| Ø 1500         | 3          | 1,8                     | 4,8                      | 6,6              | 10                      |
| Ø 1800         | 3          | 2,1                     | 6,55                     | 8,65             | 16                      |
| Ø 2300         | 4          | 8,43                    | 16,68                    | 25,11            | 50                      |

Cele mai utilizate sunt barocamele de 1200, 1500 și 1800 mm. Sunt fabricate din oțel carbon, oțel inoxidabil, sau aliaj de aluminiu. Acesta din urmă este folosit la barocamerele de pe navele militare în misiuni de deminare cu scafandrii deminori, datorită proprietății aluminiului de a fi amagnetic.
Personalul care lucrează la barocameră trebuie să fie autorizat de o instituție specializată, iar echipa minimă formată din:
- șef de scufundare - conduce întreaga operațiune și este autorizat să acorde primul ajutor în caz de accident de scufundare
- operator barocameră - se ocupă de pregătirea barocamerei, alimentarea cu aer și oxigen, presurizare, ventilare pe timpul tratamentului și decompresiei
- însoțitor al accidentatului - de obicei un alt scafandru pregătit pentru acordarea primului ajutor, un asistent medical, sau un medic
- medic sau asistent medical specializat în medicină hiperbară.

Barocamera multiloc trebuie să aibă două surse de alimentare cu aer, principală și secundară de securitate, care pot fi compresoare sau baterii de butelii, precum și rezervoare tampon.

### Sas medical

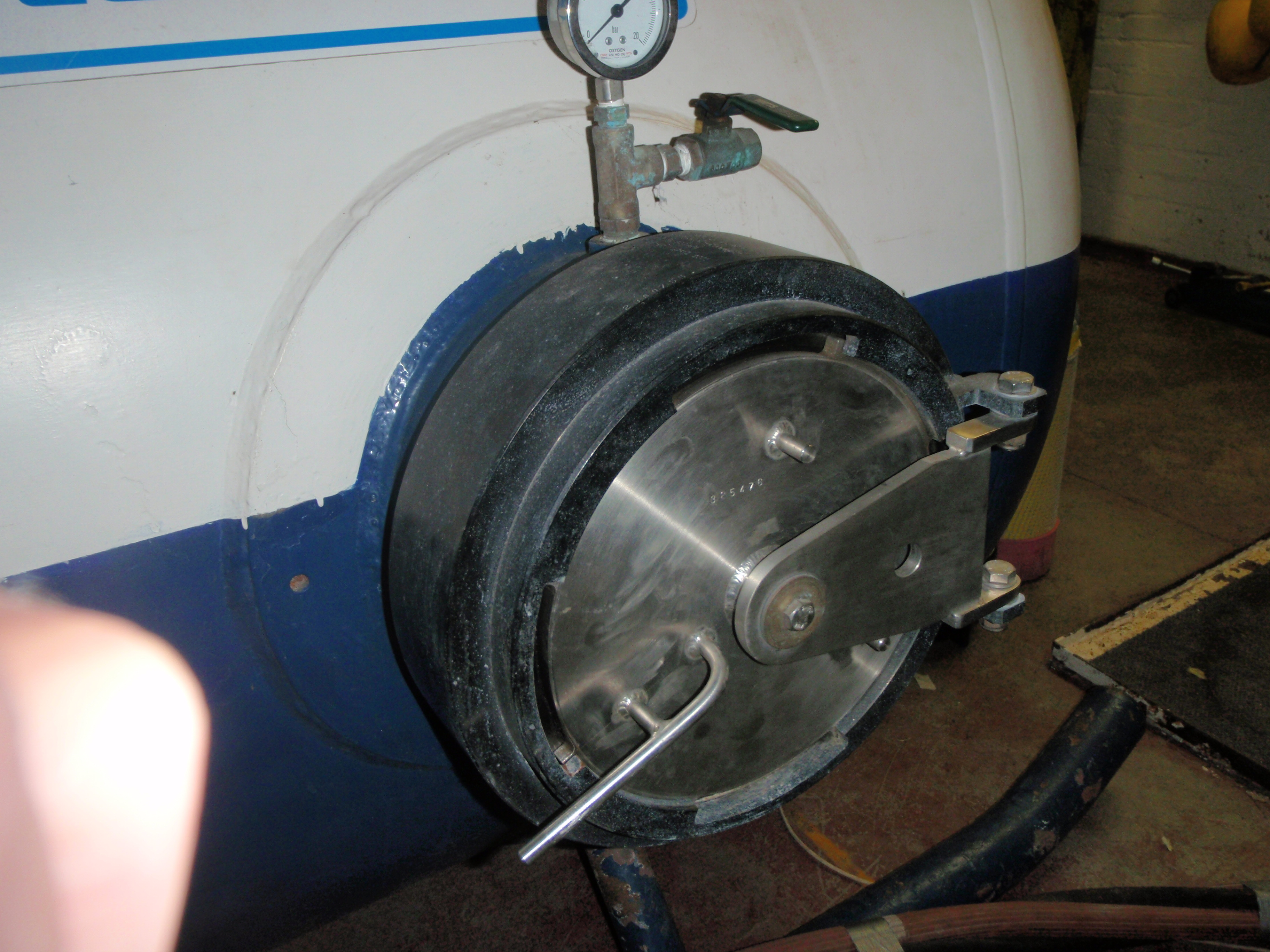
Sas medical

Este un compartiment etanș de mici dimensiuni prevăzut cu două porți și două vane, de admisie și evacuare. Este folosit pentru trecerea în sas-ul principal a alimentelor, reviste, medicamente, necesare scafandrilor aflați în barocameră. Presurizarea și depresurizarea se face cu cele două vane.

### Instalația de prevenire și stingere a incendiilor
Măsurile de prevenire și stingere a unui eventual incendiu în barocameră sunt deosebit de importante, datorită în primul rând a unei presiuni parțiale crescute a oxigenului. Acestea sunt:
- existența unei surse de apă
- săculeți su nisip
- interiorul barocamerei trebuie piturat cu pitură ignifugă
- personalul din barocameră să nu poarte haine din materiale sintetice

### Ventilarea barocamerei

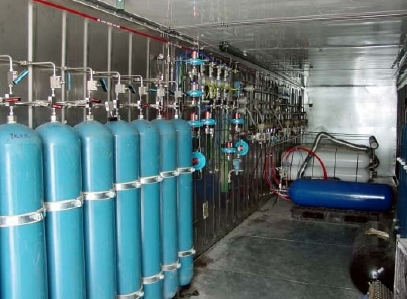
Baterie de butelii de stocaj

Ventilarea barocamerei cu aer proaspăt este deosebit de necesară pentru a se menține nivelele admisibile de bioxid de carbon și oxigen. Mărimea debitului de aer pentru ventilare depinde de numărul de scafandri din interior și de activitatea pe care o depun. Limita admisibilă pentru PpCO2 este de 20 mbar (0,02 bar) sc. abs.
| Adâncime (m) | Debit aer 1 om (m3/h) | Debit aer 2 oameni (m3/h) |
| ------------ | --------------------- | ------------------------- |
| 0...10       | 2                     | 4                         |
| 10...20      | 3                     | 6                         |
| 20...30      | 4                     | 8                         |
| 30...40      | 5                     | 10                        |
| 40...50      | 6                     | 12                        |

Barocamerele și instalațiile aferente trebuie avizate de I.S.C.I.R. și prevăzute cu placă de timbru care să indice presiunea maximă de lucru, presiunea de testare, data verificării și scadența viitoare a încercării hidraulice.

## Firme producătoare
- Comex S.A.
- Dräger AG
- GALEAZZI
- HAUX
- Baroks

## Locații cu barocamere aflate înRomânia
- Centrul de scafandri din Constanța
- Clinica Hyperbarium Oradea
- Clinica de medicină hiperbară Constanta
- Întreprinderea Electrocentrale Drobeta Turnu-Severin - Porțile de Fier I
- Întreprinderea Electrocentrale Râmnicu-Vâlcea
- Swiss Med Bucuresti